# 黄伯寿
黄伯寿（1931年—），男，山东济宁人，中国舞蹈编导，曾任战友文工团编导室主任，中国舞蹈家协会常务理事。

## 家庭
妻子陈良环，女儿黄秋燕，前女婿李连杰。